# Бей-оф-Айлендс (залив)
Бей-оф-Айлендс (англ. Bay of Islands) — залив в северо-восточной части острова Северный (Новая Зеландия), в регионе Нортленд. Расположен в 60 км к северо-западу от города Фангареи.
Залив по форме напоминает фиорд, ширина которого составляет в среднем 16 км. Во внутренней части залива имеется большое количество бухт, наиболее известные из которых Уайкаре в южной части и Керикери и Те-Пуна (Мангонуи) в северо-западной части. К северу от залива расположены небольшие островки. С обеих сторон Бей-оф-Айлендс окружён полуостровами: в западной части — полуостровом Пуреруа, в восточной — полуостровом Кейп-Бретт.
Первым европейцем, побывавшим в заливе, стал английский путешественник Джеймс Кук, приплывший сюда в 1769 году. Побережье залива Бей-оф-Айлендс стало местом в Новой Зеландии, где поселились первые европейцы. В XVIII веке в заливе части бывали китобойные суда, а в 1814 году в этом районе впервые появились миссионеры.
На берегу, омываемом заливом, расположены города Расселл, Паихиа, Керикери. Город Расселл, раньше известный под названием Корорарека, стал первым постоянном европейским поселением в Новой Зеландии. В городе Керикери большое количество достопримечательностей, связанных с первым европейскими колонистами. В районе залива активно развивается туризм (рыбалка, парусный спорт).